# 1996年の野球
1996年の野球（1996ねんのやきゅう）では、1996年の野球界における動向をまとめる。

## 競技結果

### 高校野球
- 第68回選抜高等学校野球大会優勝：鹿児島実（鹿児島県）
- 第78回全国高等学校野球選手権大会優勝：松山商（愛媛県）

### 大学野球
- 第45回全日本大学野球選手権大会優勝：青山学院大
- 第27回明治神宮野球大会優勝：明治大

- 東京六大学野球連盟優勝 春：法政大、秋：明治大
- 東都大学野球連盟優勝 春：青山学院大、秋：亜細亜大
- 関西学生野球連盟優勝 春：立命館大、秋：近畿大

### 社会人野球
- 第67回都市対抗野球大会優勝：本田技研
- 第23回社会人野球日本選手権大会優勝：住友金属

### メジャーリーグ
- ワールドシリーズ - ニューヨーク・ヤンキース（ア・リーグ） （4勝2敗） アトランタ・ブレーブス（ナ・リーグ）
  - アメリカンリーグ東地区優勝：ニューヨーク・ヤンキース
  - アメリカンリーグ中地区優勝：クリーブランド・インディアンス
  - アメリカンリーグ西地区優勝：テキサス・レンジャーズ
  - ナショナルリーグ東地区優勝：アトランタ・ブレーブス
  - ナショナルリーグ中地区優勝：セントルイス・カージナルス
  - ナショナルリーグ西地区優勝：サンディエゴ・パドレス

## 出来事

### 3月
- 3月26日
  - 【高校】第78回選抜高等学校野球大会が阪神甲子園球場で開幕。

### 4月
- 4月5日
  - 【高校】選抜高等学校野球大会の決勝戦が阪神甲子園球場で行われ、鹿児島県の鹿児島実が和歌山県の智弁和歌山に6対3で勝利し、初優勝達成。春夏甲子園を通じ最南端優勝校（当時）となる。

### 8月
- 8月2日
  - 【五輪】アトランタオリンピック野球競技決勝戦で、日本は乱打戦の末キューバに9対13で敗れ、銀メダルに終わる。
  - ダイエーの工藤公康が福岡ドームでの対ロッテ17回戦の七回表にプロ野球史上3人目の1イニング4奪三振[1]。
- 8月8日
  - 【高校】第78回全国高等学校野球選手権大会が甲子園で開幕。
- 8月21日
  - 【高校】全国高校野球選手権大会の決勝戦が甲子園で行われ、愛媛県の松山商業が熊本県の熊本工業高校に延長11回を6対3で勝利し、1969年（第51回）以来27年ぶり5回目の優勝（参照）。

## 誕生

### 1月
- 1月3日 - イスラエル・モタ
- 1月29日 - 許桂源

### 2月
- 2月6日 - 島田海吏
- 2月10日 - 周東佑京
- 2月12日 - 藤谷洸介
- 2月18日 - 鈴木遼太郎
- 2月19日 - 岸本淳希
- 2月21日 - 西村凌
- 2月26日 - リチャード・ウレーニャ

### 3月
- 3月6日 - エドワード・オリバレス
- 3月21日 - 谷岡竜平
- 3月26日 - 鍬原拓也

### 4月
- 4月4日 - 東妻勇輔
- 4月5日 - 山下亜文
- 4月12日 - 中川圭太
- 4月14日 - 松本裕樹
- 4月16日 - 香月一也
- 4月16日 - 佐藤正尭
- 4月19日 - 植田海
- 4月29日 - 戸川大輔
- 4月30日 - マイケル・コペック

### 5月
- 5月6日 - 木村聡司
- 5月13日 - 齋藤誠哉
- 5月13日 - 古谷恵菜
- 5月15日 - アレックス・ベルドゥーゴ
- 5月22日 - 清水優心
- 5月25日 - 多田大輔

### 6月
- 6月4日 - 立田将太
- 6月7日 - 宗佑磨
- 6月10日 - 脇本直人
- 6月18日 - 幸山一大
- 6月21日 - 淺間大基
- 6月28日 - 中野拓夢
- 6月30日 - 岡本和真

### 7月
- 7月4日 - 栗原陵矢
- 7月4日 - 桒原樹
- 7月7日 - 小島和哉
- 7月8日 - 滝野要
- 7月8日 - 中村稔弥
- 7月8日 - 吉田嵩
- 7月11日 - 石川直也
- 7月13日 - 田島洸成
- 7月24日 - 宮本秀明
- 7月27日 - 久保拓眞
- 7月29日 - 藤井皓哉
- 7月31日 - ルイス・ゴハラ

### 8月
- 8月3日 - 小郷裕哉
- 8月3日 - 田嶋大樹
- 8月7日 - 藤吉優
- 8月8日 - 石垣幸大
- 8月12日 - 金子将太
- 8月12日 - フリオ・ウリアス
- 8月19日 - 鈴木翔天
- 8月30日 - 伊藤裕季也
- 8月31日 - 上茶谷大河
- 8月31日 - 正隨優弥

### 9月
- 9月2日 - 佐野皓大
- 9月5日 - 古澤勝吾
- 9月10日 - 漆原大晟
- 9月16日 - 堀内汰門
- 9月22日 - 中山翔太
- 9月30日 - 山田遥楓

### 10月
- 10月2日 - 岩下大輝
- 10月10日 - 岸田行倫
- 10月10日 - 伊藤克
- 10月11日 - ライデル・マルティネス
- 10月14日 - 太田光
- 10月14日 - 島内颯太郎
- 10月15日 - 清水昇
- 10月18日 - みなみ
- 10月23日 - 小野郁
- 10月24日 - 梅津晃大
- 10月24日 - ラファエル・デバース

### 11月
- 11月4日 - 安樂智大
- 11月14日 - 西口直人
- 11月15日 - 山川晃司
- 11月16日 - 甲斐野央
- 11月17日 - 頓宮裕真
- 11月28日 - 松本航

### 12月
- 12月8日 ‐ 岸潤一郎
- 12月14日 - 福田俊
- 12月18日 - 齋藤綱記
- 12月27日 - 辰己涼介

## 死去
- 2月19日 - チャーリー・O・フィンリー（* 1918年）
- 5月2日 - 長南恒夫（* 1939年）
- 5月23日 - 吉田正男（* 1914年）
- 6月17日 - 安藤元博（* 1939年）
- 7月8日 - ジム・バーマ（* 1931年）
- 8月4日 - ウィラード・ブラウン（* 1915年）
- 10月5日 - 野口明（* 1917年）